# 대니얼 플래허티

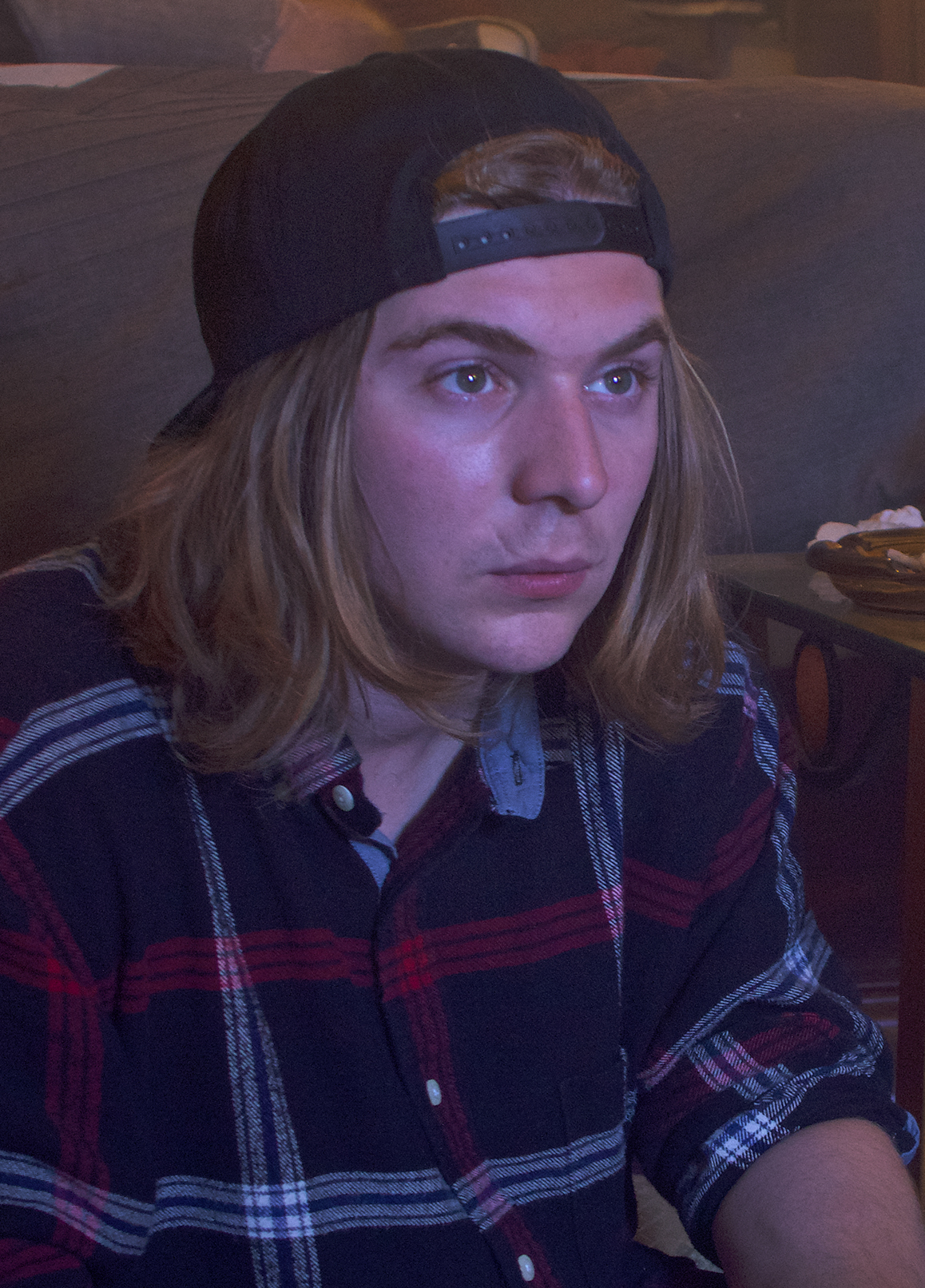

대니얼 플래허티(Daniel Flaherty, 1993년 6월 11일 ~ )는 미국의 배우이다.

## 출연 작품

### 영화
- 호프 스프링즈 (2012)
- 콘테스트 (2013) - 토미 돌런 역
- Anatomy of the Tide (2013) - 트렌트 페이지 역

### 텔레비전
- 스킨스 (2011, Skins) - 미국판